# Honningurt
Honningurt (Phacelia) er en slægt med ca. 600 arter De er udbredt i Nordamerika og Sydamerika, men med tyngdepunktet i det vestlige USA. Slægten betragtes som hørende til Rublad-familien (der nu også omfatter slægterne i den tidligere Vandblad-familie). Derimod er der tvivl om, hvorvidt familien skal henregnes direkte under Euasterider I, eller om den skal anbringes i en særlig Rublad-orden.
Arterne er enårige, toårige eller stauder med en opret vækst og mere eller mindre tydelig behåring. De skruestillede blade kan være både sammensatte og hele. Blomsterne er samlet i endestillede stande, der er ensidige og ofte indrullede. Blomsterne er regelmæssige og 5-tallige med klokkeformede, hvide, blå eller violette kronblade. Frugterne er behårede kapsler.
For personer med anlæg for overfølsomhed kan det være ubehageligt at røre ved en af slægtens arter. Planterne indeholder nemlig stoffet geranylhydrokinon, der kan give udslæt og kløe.
Slægten omfatter mange dyrkede arter, der bruges både som prydplanter og som nektarkilder. Her beskrives dog kun de arter, som dyrkes i Danmark.
| Beskrevne arter |

- Almindelig honningurt (Phacelia tanacetifolia)
- Klokkehonningurt (Phacelia campanularia)

| Andre arter |

- Phacelia argentea
- Phacelia argillacea
- Phacelia bicolor
- Phacelia brachyloba
- Phacelia californica
- Phacelia capitata
- Phacelia corymbosa
- Phacelia crenulata
- Phacelia douglasii
- Phacelia dubia
- Phacelia formosula
- Phacelia glandulosa
- Phacelia grisea
- Phacelia hastata
- Phacelia heterophylla
- Phacelia humilis
- Phacelia imbricata
- Phacelia insularis
- Phacelia integrifolia
- Phacelia inundata
- Phacelia linearis
- Phacelia malvifolia
- Phacelia minor
- Phacelia nemoralis
- Phacelia neomexicana
- Phacelia parryi
- Phacelia patuliflora
- Phacelia purshii
- Phacelia robusta
- Phacelia rupestris
- Phacelia viscida

## Note
1. ↑  Zipcodezoo: Phacelia tanacetifolia: "Der er omtrent 592 arter i slægten".